# Sagittalata semeriai
Sagittalata semeriai is een insect uit de familie van de Mantispidae, die tot de orde netvleugeligen (Neuroptera) behoort. 
Sagittalata semeriai is voor het eerst wetenschappelijk beschreven door Poivre in 1981.